# Бухта Троицы
Бухта Тро́ицы — бухта в северо-восточной части залива Посьета (Японское море). Вход в бухту шириной 1,7 километров ограничен с запада мысом Слычкова и с востока мысом Стенина. Открыта к югу, вдаётся в материк на 5 километров. Глубоководна, максимальные глубины до 30 метров. В бухте расположен порт Зарубино, самый южный незамерзающий порт России. Административно бухта входит в состав Хасанского района Приморского края России.
Берега преимущественно высокие, местами обрывистые, поросшие лесом, но вдоль самого берега пролегает череда песчаных и галечных пляжей. На восточном берегу в бухту впадает река Андреевка.

## Экономика
На западном берегу расположена часть посёлка Зарубино и морской торговый порт Зарубино, на восточном берегу расположено село Андреевка. Населённые пункты связывает автомобильная дорога, окаймляющая берег бухты.

## Природа

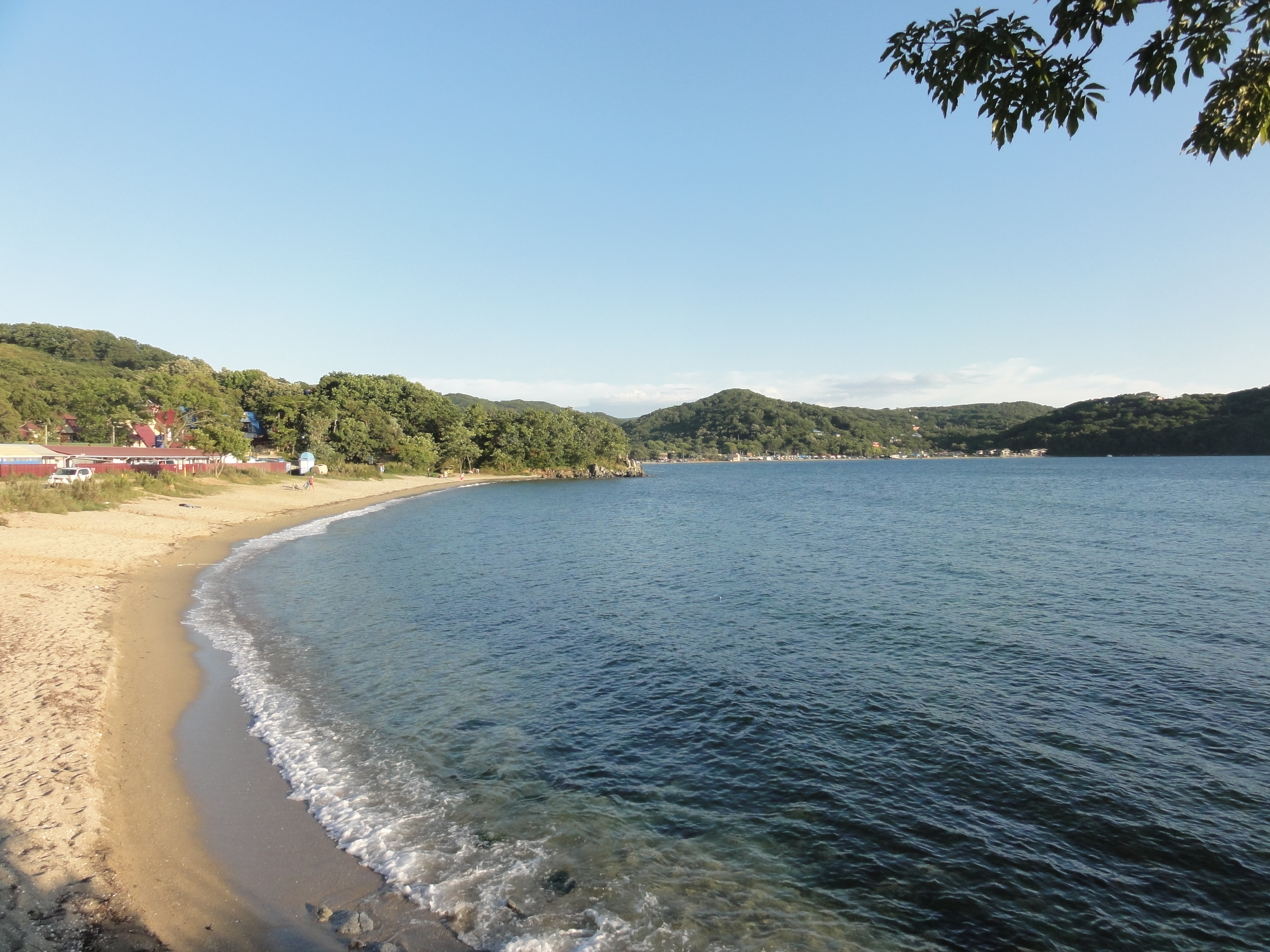
Один их пляжей бухты Троицы

В глубине бухты расположено самое южное в России скопление красной водоросли анфельтии тобучинской (ahnfeltia tobuchiensis), в зарослях которой нерестятся различные виды морских рыб. Там же кормится молодь краба, гребешка, креветки, трепанга.
Бухта Троицы является популярным местом отдыха, которое в сезон посещают десятки тысяч человек со всего Дальнего Востока. Вдоль берега расположен ряд турбаз и домов отдыха.

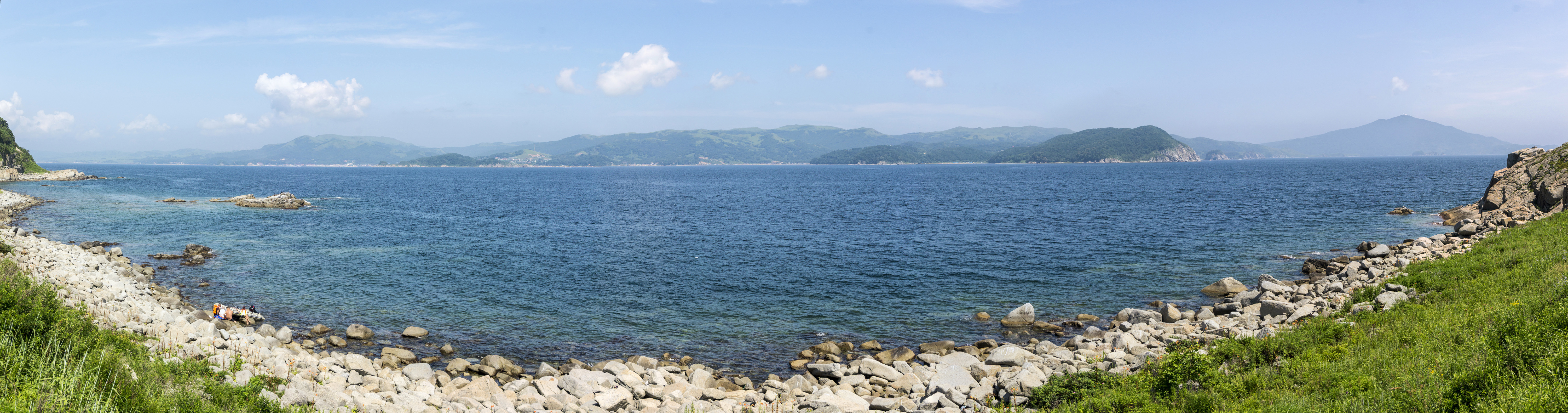

## История исследований
Бухта Троицы впервые нанесена на российские карты в 1854 году экспедицией на фрегате «Паллада». Продвигаясь с запада на восток и картографируя практически не исследованное на тот момент побережье, в мае 1854 экспедиция обнаружила вход в неизвестную бухту. Дальнейшим исследованиям помешало известие об идущей Крымской войне, полученное с нагнавшей экспедицию шхуны «Восток». С ней же передали распоряжение генерал-губернатора Сибири Н. Н. Муравьёва всем морским силам на Дальнем Востоке собираться в заливе Де-Кастри. Западный край входа в бухту стал в результате крайней точкой продвижения всей экспедиции. Открытый мыс (позднее классифицированный как полуостров) назвали по имени корабельного инженера подпоручика И. И. Зарубина. Мыс с восточной стороны входа в бухту остался безымянным, как и сама бухта. Её примерные очертания нанесли на карту пунктиром («побережье обследовано поверхностно»), и они весьма отличались от реальных.
В 1862 году бухту посетила экспедиция подполковника В. М. Бабкина на кораблях «Разбойник», «Новик» и «Калевала». Саму бухту он назвал бухтой Троицы, так как экспедиция подошла к ней 8 июня, на которое тогда выпал День Святой Троицы. Бабкин переименовал западный мыс Зарубина в мыс Слычкова, восточный мыс назвал мысом Макарова. Детальное исследование берегов экспедиция не проводила, но нанесла на карту их общую конфигурацию.
В июле 1883 бухту исследовали с клипера «Наездник». Были выделены основные ориентиры на берегу, до них веерообразно от центра бухты и между ними были выполнены промеры глубин.
Первое последовательное картографирование побережья бухты выполнила в 1888 году экспедиция С. О. Макарова на корвете «Витязь». С. О. Макаров в своём подробном отчёте по итогам экспедиции позднее напишет:

Я с великим удовольствием упоминаю фамилии молодых наблюдателей по старшинству: мичман Мечников, Митьков, Максутов, Кербер, Шульц, Шаховский, Пузанов и Небольсин. Особенно же много потрудился младший штурман подпоручик Игумнов.

Многие впервые описанные места получили имена по фамилиям исследователей с «Витязя». Было уточнено, что «мыс Слычкова (Зарубина)» (под таким двойным названием его указывали) является вытянутым к востоку полуостровом, соединяемым с материком узкой перемычкой. Это позволило разрешить коллизию с названиями: сам полуостров был назван именем Зарубина, а его крайняя часть — мысом Слычкова.
В 1894 проверочные мензульные съёмки «Отдельной съёмкой восточного океана» под руководством подполковника К. П. Андреева подтвердили точность выполненных экспедицией Макарова работ. Гавань за полуостровом Зарубина получила название по портовому судну «Силач», на котором базировалась «Отдельная съёмка».
Официально результаты всех исследований и переименований зафиксировали в 1898 году изданием Главным гидрографическим управлением подробной карты «План бухты Св. Троицы и Витязя (Гамова) в заливе Посьета». Кроме перехода на новую орфографию позднее, карта местности уже более не изменялась.